# 1968 год в истории метрополитена
В этой статье перечисляются основные  события из истории метрополитенов в 1968 году. Полужирным шрифтом выделены открытия новых транспортных систем.

## События
- 9 февраля — открыт Роттердамский метрополитен.
- 22 февраля — открыта 6-я станция Бакинского метрополитена — «Шах Исмаил Хатаи».
- 4 октября — открыт Метрополитен Франкфурта-на-Майне.
- 4 октября — открыта 12-я станция Киевского метрополитена — «Комсомольская» (ныне «Черниговская»).